# Robotland
Robotland is een technologisch doe-centrum in de Belgische gemeente Essen.
Het park werkt rond transport- en robottechnieken en is gevestigd in een oude douaneloods naast het station van Essen. De loods werd door de gemeente Essen in erfpacht gegeven aan Luc Van Thillo die er na de restauratie Robotland in onderbracht.
In de loods werden vroeger goederentreinen van en naar Nederland gecontroleerd door de douane. Het gebouw is opgetrokken in Vlaamse neorenaissancestijl. Sinds 2003 is het een beschermd monument.